# Slaget vid Aphek
Slaget vid Aphek är ett slag som endast omnämns i Bibelns gamla testamente och Toran. Slaget skedde vid Aphek mellan de israelitiska stammarna och filistéerna som gick segrande ur striden. Under slaget skall filistéerna ha tagit förbundsarken. Det är omdebatterat huruvida slaget faktiskt inträffat eller inte. 

## Den bibliska berättelsen
I Samuelsböckerna, kapitel 4, ges ingen egentlig bakgrund till slaget men det står att filistéerna slagit läger vid Aphek medan israeliterna hade sitt läger vid Eben-Ezer. Den första striden mellan filistéerna och israeliterna vanns av de förstnämnda och 4000 israeler stupade. Israeliterna beslutade sig då för att hämta förbundsarken från Shilo då de trodde att detta skulle få gud att närvara vid striden och därmed skulle deras seger vara säkrad. Israeliterna anföll filistéerna än en gång men denna gång blev nederlaget katastrofalt. 30 000 israeliter stupade i slaget och filistéerna lyckades dessutom ta förbundsarken som de sedan förde iväg.
Två av de israeliter som stupat var domaren (ledaren) Elis söner Hophni och Phinehas. När Eli fick höra detta blev han mycket sorgsen men när han fick reda på att filistéerna dessutom lyckats ta förbundsarken skall han ha blivit så chockad att han ramlade av sin stol och bröt nacken. Anledningen till att fallet från stolen var dödligt skall ha varit att Eli var en gammal och dessutom väldigt överviktig man som härskat som domare i över 40 år.
De flesta forskare anser att det under 1000-talet f.Kr. funnits mer än ett Aphek vilket gjort det svårt att identifiera var slaget skulle ha ägt rum. Den engelska upptäckaren  C. R. Conder identifierade Aphek med en ruin cirka 6 kilometer från Dayr Aban som i så fall skulle ha varit Eben-Ezer. Ruinen kallades Marj al-Fikiya vilket enligt Conder skulle ha varit en arabisk förvrängning av Aphek. Den östromerske historikern Eusebius (260-339 e.Kr.) skrev i sin bok Onomasticon att platsen där förbundsarken tagits från israeliterna låg mellan Jerusalem och Ascalon i närheten av Bethsamys (Bet Shemesh). Denna placering stämmer överens med Conders Aphek och har gjort ruinen till den mest sannolika platsen för slaget. Att notera är dock att inga arkeologiska bevis för slaget vid Aphek har hittats än så länge.